# Александър Спасов (революционер)
Вижте пояснителната страница за други личности с името Александър Спасов.
Александър Митев Спасов е български революционер, деец на Вътрешната македоно-одринска революционна организация и на Вътрешната македонска революционна организация.

## Биография
Роден е в или около 1883 година в градчето Свети Никола, тогава в Османската империя, днес в Северна Македония. Влиза във ВМОРО в 1903 година. След 1919 година се включва във възстановяването на революционната организация и в 1921 година е назначен за ръководител на светиниколския революционен комитет. В 1923 година е заловен от сръбските власти и е осъден на 8 години строг тъмничен затвор. Лежи във вериги в затвора в Ниш. В 1930 година е арестуван отново и е тормозен от властите.
На 22 април 1943 година, като жител на Свети Никола, подава молба за българска народна пенсия, която е одобрена и пенсията е отпусната от Министерския съвет на Царство България.